# El Pla del Prat
El Pla del Prat és una muntanya de 1.316 metres que es troba entre els municipis de La Vall d'en Bas, a la comarca de Garrotxa i de l'Esquirol, a la comarca d'Osona.